# Hexachlorbutadien
Hexachlorbutadien (HCBD) je významná průmyslová chemická látka, toxická a karcinogenní.

## Vlastnosti a použití
Za běžných podmínek je to bezbarvá olejovitá kapalina s teplotou varu 215 °C a teplotou tání kolem −20 °C, málo rozpustná ve vodě , dobře v organických rozpouštědlech. Je to látka nehořlavá s mírným „terpentýnovým“ zápachem (pachový práh je 12 mg/m3). Jedná se o syntetickou látku vyráběnou a používanou pouze člověkem.
Dobře rozpuští chlor (2,17 mol/l při 0 °C) a mnoho jeho sloučenin.
Využívá se k výrobě maziv, v plastikářském a gumárenském průmyslu, ale také jako teplonosná nebo hydraulická kapalina. Bývá kapalnou náplní gyroskopů.

## Rizika pro zdraví člověka
Jde o toxickou a karcinogenní látku, která poškozuje dýchací cesty, jater, ledvin a funkce štítné žlázy. Může způsobit podrážděnost, třes nevratné poškození pokožky. Jde o látku bioakumulativní.